# Lista siturilor arheologice din județul Mehedinți - T
Lista siturilor arheologice din județul Mehedinți - T conține toate siturile arheologice din județul Mehedinți înscrise în Repertoriul Arheologic Național (RAN) și aflate în localități al căror nume începe cu litera T. RAN este administrat de Ministerul Culturii și Patrimoniului Național și cuprinde date științifice, cartografice, topografice, imagini și planuri, precum și orice alte informații privitoare la zonele cu potențial arheologic, studiate sau nu, încă existente sau dispărute.
Puteți căuta un sit din localitățile care încep cu litera T folosind formularul de mai jos sau puteți naviga prin toate siturile din județ la Lista siturilor arheologice din județul Mehedinți.
| Cod RAN                                   | Denumire | Localitate                  | Adresă   | Datare                      | Descoperit | Coordonate | Imagine           | Erori            |
| ----------------------------------------- | --- | --------------------------- | -------- | --------------------------- | ---------- | ---------- | ----------------- | ---------------- |
| 111541.01.01 (Cod LMI: MH-I-m-B-10105.03) | Situl arheologic de la Tismana / ansamblu Așezare din a doua epocă a fierului (Categorie: locuire) (Tip: Așezare) | sat Tismana, comuna Devesel |          | sec. III a. Chr. - I p.Chr. |            |            | Încărcați imagine | Raportați eroare |
| 111541.01.02 (Cod LMI: MH-I-m-B-10105.01) | Situl arheologic de la Tismana / ansamblu Așezare medievală (Categorie: locuire) (Tip: Așezare)                   | sat Tismana, comuna Devesel |          | sec. XIV                    |            |            | Încărcați imagine | Raportați eroare |
| 111541.01.03 (Cod LMI: MH-I-m-B-10105.02) | Situl arheologic de la Tismana / ansamblu Necropolă medievală (Categorie: locuire) (Tip: Necropolă)               | sat Tismana, comuna Devesel |          | sec. XIV                    |            |            | Încărcați imagine | Raportați eroare |
| 113741.01.01 (Cod LMI: MH-II-m-B-10422)   | Biserica "Sf. Nicolae" de la Tâmna / ansamblu anonim (Categorie: structură de cult/religioasă) (Tip: biserică)    | sat Tâmna, comuna Tâmna     |          |                             |            |            | Încărcați imagine | Raportați eroare |
| 111541.02.01                              | Situl arheologic de la Devesel-Cetățuie / ansamblu anonim (Categorie: locuire) (Tip: Așezare)                     | sat Tismana, comuna Devesel | Cetățuie | Verbicioara                 |            |            | Încărcați imagine | Raportați eroare |
| 111541.02.02                              | Situl arheologic de la Devesel-Cetățuie / ansamblu anonim (Categorie: locuire) (Tip: Așezare)                     | sat Tismana, comuna Devesel | Cetățuie | Coțofeni                    |            |            | Încărcați imagine | Raportați eroare |
| 111541.02.03                              | Situl arheologic de la Devesel-Cetățuie / ansamblu anonim (Categorie: locuire) (Tip: Așezare)                     | sat Tismana, comuna Devesel | Cetățuie | Gârla Mare                  |            |            | Încărcați imagine | Raportați eroare |
| 111541.02.04                              | Situl arheologic de la Devesel-Cetățuie / ansamblu anonim (Categorie: locuire) (Tip: Așezare)                     | sat Tismana, comuna Devesel | Cetățuie |                             |            |            | Încărcați imagine | Raportați eroare |
| 111541.02.05                              | Situl arheologic de la Devesel-Cetățuie / ansamblu anonim (Categorie: locuire) (Tip: Mormânt de inhumație)        | sat Tismana, comuna Devesel | Cetățuie |                             |            |            | Încărcați imagine | Raportați eroare |
| 111541.03.01                              | Situl arheologic de la Tismana / ansamblu anonim (Categorie: locuire) (Tip: Locuire)                              | sat Tismana, comuna Devesel |          | Coțofeni                    |            |            | Încărcați imagine | Raportați eroare |
| 111541.03.02                              | Situl arheologic de la Tismana / ansamblu anonim (Categorie: locuire) (Tip: Locuire)                              | sat Tismana, comuna Devesel |          | Verbicioara                 |            |            | Încărcați imagine | Raportați eroare |
| 111541.03.03                              | Situl arheologic de la Tismana / ansamblu anonim (Categorie: locuire) (Tip: Locuire)                              | sat Tismana, comuna Devesel |          | Gârla Mare                  |            |            | Încărcați imagine | Raportați eroare |
| 111541.03.04                              | Situl arheologic de la Tismana / ansamblu anonim (Categorie: locuire) (Tip: Locuire)                              | sat Tismana, comuna Devesel |          |                             |            |            | Încărcați imagine | Raportați eroare |